# Iwaniwka (rejon swatowski)
Iwaniwka (ukr. Іванівка) – wieś na Ukrainie, w obwodzie ługańskim, w rejonie swatowskim, w hromadzie Swatowe. W 2001 liczyła 15 mieszkańców.